# Siyathemba
Siyathemba (officieel Siyathemba Local Municipality) is een gemeente in het Zuid-Afrikaanse district Pixley ka Seme.
Siyathemba ligt in de provincie Noord-Kaap en telt 21.591 inwoners.

## Hoofdplaatsen
Siyathemba is op zijn beurt nog eens verdeeld in drie hoofdplaatsen (Afrikaans: nedersettings) en de hoofdstad van de gemeente is de hoofdplaats Prieska.
- Marydale
- Niekerkshoop
- Prieska